# ريكاردو ديلغادو أراوغو
ريكاردو ديلغادو أراوغو (بالإسبانية: Ricardo Delgado) هو لاعب كرة قدم كولومبي، ولد في 24 يوليو 1994 في فلورنسيا في كولومبيا. لعب مع نادي إنفيغادو.

## وصلات خارجية
- ريكاردو ديلغادو أراوغو على موقع قاعدة بيانات كرة القدم.إي يو (الإنجليزية)
- ريكاردو ديلغادو أراوغو على موقع Soccerway.com (الإنجليزية)